# Henry Jones (Autor)

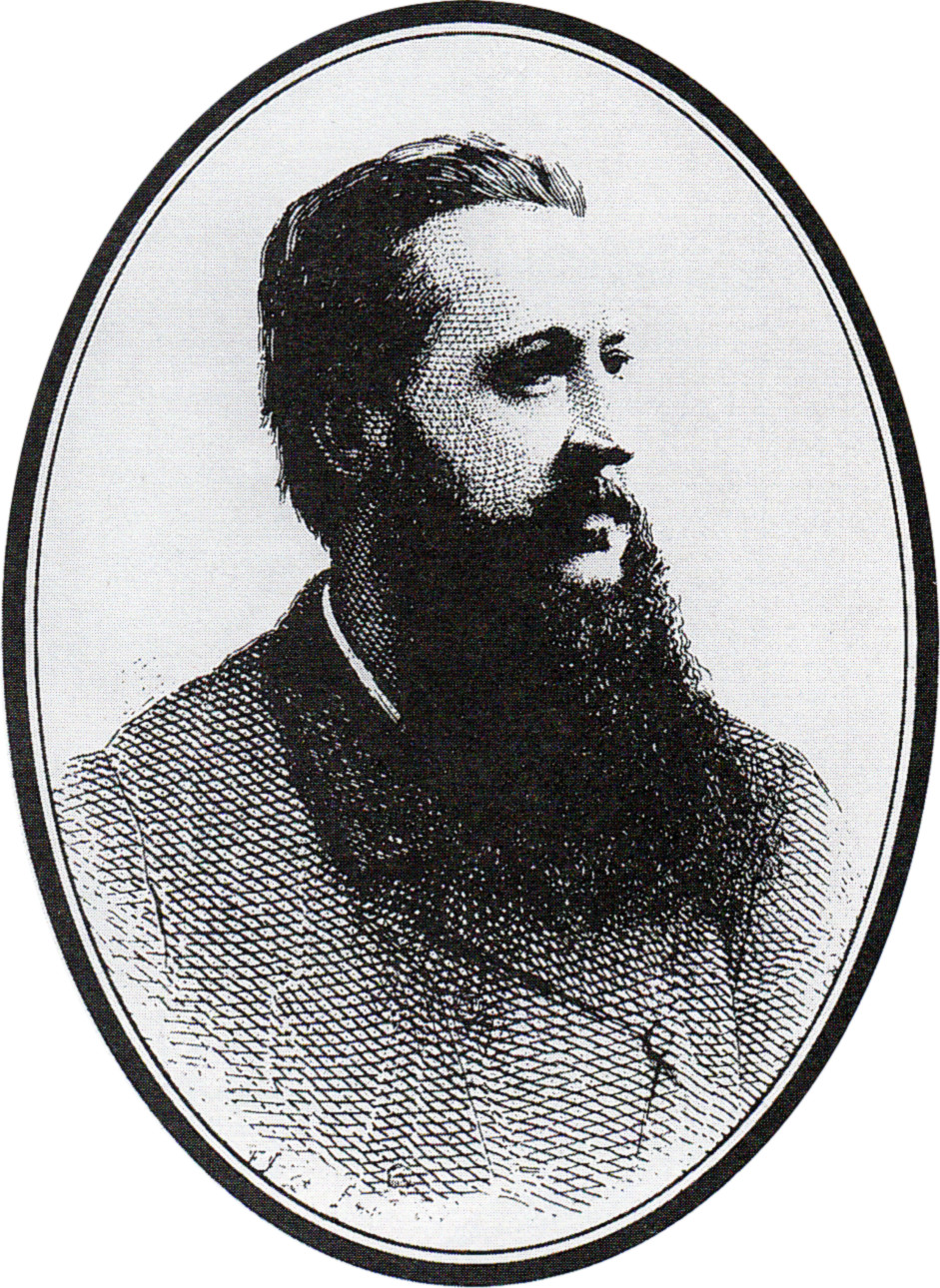
Jones

Henry Jones (* 2. November 1831 in London; † 10. Februar 1899 ebenda) war ein englischer Arzt und Autor. Er war maßgeblich an der Vorbereitung und Ausrichtung der ersten Wimbledon Championships beteiligt.

## Leben
Jones wurde 1831 als ältester Sohn von Henry Derviche Jones geboren. Wie sein Vater schlug auch er eine Medizinerlaufbahn ein. Er besuchte von 1842 bis 1848 das King’s College und studierte später am St Bartholomew’s Hospital. 1852 eröffnete er in London eine eigene Praxis.
Jones war ein begeisterter Karten- und insbesondere  Whistspieler, über das er 1862 ein Buch unter dem Pseudonym Cavendish veröffentlichte. Er schrieb regelmäßig über Gesellschaftsspiele in der Zeitschrift The Field und trug mehrere Artikel für die 1890 erschienene neunte Ausgabe der Encyclopædia Britannica bei. 1869 gab er seine Praxis auf, um sich ganz der Schriftstellerei zu widmen.
Im selben Jahr trat er in den All England Croquet Club ein. 1875 wurde auf seinen Vorschlag hin das wenige Jahre zuvor von Walter Clopton Wingfield erfundene Lawn Tennis ins Vereinsprogramm aufgenommen. In Vorbereitung der ersten Wimbledon Championships 1877 entwickelte er mit Charles Gilbert Heathcote und Julian Marshall die modernen Tennisregeln. Anschließend fungierte er von 1877 bis 1885 beim Turnier als Oberschiedsrichter.
Jones starb 1899 im Alter von 67 Jahren in London.

## Werke
- The Laws and Principles of Whist. Thomas De La Rue & Co., London 1868. archive.org
- Whist Developments. Thomas De La Rue & Co., London 1891. archive.org
- The Laws of Piquet. Thomas De La Rue & Co., London 1892. archive.org